# Justicia spinigera
Justicia spinigera är en akantusväxtart som beskrevs av Ignatz Urban och Ekman. Justicia spinigera ingår i släktet Justicia och familjen akantusväxter. Inga underarter finns listade i Catalogue of Life.